# Симон Лазару
Симон Лазару (на английски: Simone Lazaroo) е австралийски автор.

## Биография
Симон Лазару е родена 1961 г. в Сингапур, тя мигрира със семейството си към Западна Австралия като малко дете. Живее във Фремантле, Западна Австралия и преподава творческо писане в Мърдокския университет.
Първият роман на Лазару на „Светът който чака да бъде направен“ печели наградата „Т.А.Г. Хангърфорд“ и е публикуван през 1994 г. Романът е вдъхновен от собствения опит на Лазару. Преведен е на френски и мандарин.
Симон Лазару е в списъка на наградата „Кирияма“ (на английски: Kiriyama) през 2000 г. с Карлос Фуентес и Майкъл Ондатджи.

## Награди
- Награда за запазената австралийска премиерна книга (печели 1995, 2000, 2006)[3]
- Награда Карияма (избран за 2000 г.)
- Награда Нита Б Кибъл (1995 г.)
- Награда „Т.А.Г. Хангърфорд“ (Победител 1993)